# Silberberge
Silberberge este o arie protejată (arie specială de conservare — SAC, sit de importanță comunitară — SCI) din Germania întinsă pe o suprafață de 49,69 ha, integral pe uscat.

## Localizare
Centrul sitului Silberberge este situat la coordonatele 53°13′02″N 14°21′22″E / 53.2172°N 14.3561°E.

## Înființare
Situl Silberberge a fost declarat sit de importanță comunitară în septembrie 2000.

## Biodiversitate
Situată în ecoregiunea continentală, aria protejată conține 3 habitate naturale: Pajiști calcaroase din nisipuri xerice, Pajiști stepice subpanonice, Păduri de pin din stepa sarmatică.
La baza desemnării sitului se află un număr nedeclarat de specii protejate.
Pe lângă speciile protejate, pe teritoriul sitului au mai fost identificate 17 specii de plante.